# Arthur Wolkenstein-Rodenegg
Arthur Wolkenstein-Rodenegg, pseudonym Artur von Rodank (4. ledna 1837 Silz – 14. června 1907 Innsbruck), byl rakouský šlechtic, spisovatel a politik německé národnosti, v 2. polovině 19. století poslanec Říšské rady z Tyrolska.

## Biografie
Byl šlechtického původu. Byl literárně činný. Pod pseudonymem Artur von Rodank napsal několik historických románů z dějin Tyrolska. Je autorem ve své době populární divadelní hry Die Maultasch. Působil v rakouské armádě. Po skončení vojenské služby se věnoval správě svých statků.
Byl aktivní i politicky. Roku 1870 zvolen na Tyrolský zemský sněm za velkostatkářskou kurii. Od roku 1878 byl náměstkem zemského hejtmana (předsedy sněmu).
Zasedal i jako poslanec Říšské rady (celostátního parlamentu Předlitavska), kam nastoupil v doplňovacích volbách roku 1881 za kurii velkostatkářskou v Tyrolsku, II. voličský sbor. Slib složil 18. listopadu 1881. Ve volebním období 1879–1885 se uvádí jako hrabě Arthur Wolkenstein-Rodenegg, c. k. komoří a hejtman zemských střelců, bytem Innsbruck.
Patřil mezi ústavověrné poslance. Usedl do nově vzniklého poslaneckého klubu Sjednocené levice, do kterého se spojilo několik ústavověrných politických proudů.,
Získal Řád Františka Josefa. Zemřel v červnu 1907.